# SN 2006lj
SN 2006lj – supernowa typu Ia odkryta 27 września 2006 roku w galaktyce A001043+0012. W momencie odkrycia miała maksymalną jasność 23,50m.